# 安杰拉·阿卢佩伊
安杰拉·阿卢佩伊（羅馬尼亞語：Angela Alupei，1972年5月1日—），罗马尼亚女子赛艇运动员。她曾代表罗马尼亚参加1996年、2000年和2004年夏季奥林匹克运动会赛艇比赛，共收获两枚金牌。